# Doktryna Sinatry

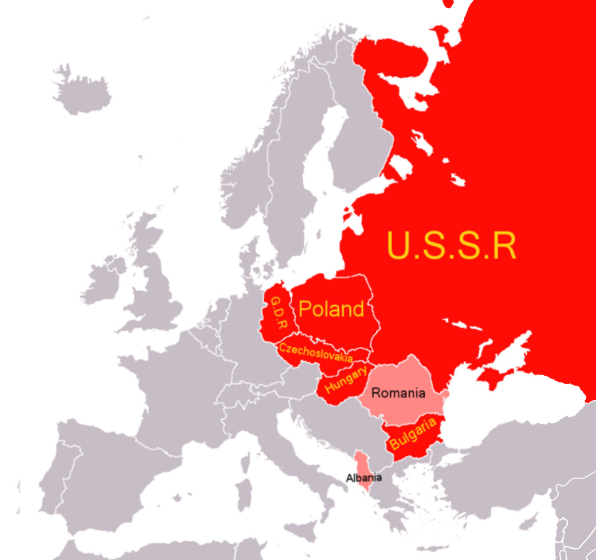
Mapa Układu Warszawskiego

Doktryna Sinatry – żartobliwa nazwa, opisująca liberalizację polityki Związku Radzieckiego względem państw Układu Warszawskiego w okresie pieriestrojki Michaiła Gorbaczowa.
Nazwa ta nawiązywała do piosenki Franka Sinatry „My Way” i miała wskazywać, że Związek Radziecki pozwala poszczególnym państwom bloku wschodniego na podążanie „własną drogą” w sprawach wewnętrznych.

## Termin
Termin doktryna Sinatry został ukuty 25 października 1989 roku przez rzecznika Ministerstwa Spraw Zagranicznych Związku Radzieckiego, Giennadija Gierasimowa. Był on gościem popularnego amerykańskiego programu telewizyjnego Good Morning America. Tematem rozmowy było przemówienie wygłoszone dwa dni wcześniej przez radzieckiego ministra spraw zagranicznych Eduarda Szewardnadzego, który powiedział, że ZSRR respektuje wolność wyboru wszystkich państw, przy czym w szczególności wymienił państwa Układu Warszawskiego.
Gierasimow powiedział prowadzącemu, że „mamy teraz doktrynę Sinatry. On śpiewał taką piosenkę, „(I Did It) My Way”. Więc każdy kraj sam decyduje, jaką drogę wybrać.”. Został także zapytany, czy oznacza to całkowite odrzucenie zastosowania siły militarnej przeciwko jakiemukolwiek wschodniemu państwu. Odpowiedział następująco: „Z pewnością. Struktury polityczne muszą być wybierane przez ludzi, którzy tam żyją”.

## Zmiana doktryny i jej skutki
Doktryna Sinatry była znacząco inna od poprzedniej doktryny, doktryny Breżniewa, na mocy której wszystkie wewnętrzne sprawy państw satelickich były ściśle kontrolowane z Moskwy. Na mocy tej wcześniejszej doktryny dokonano inwazji na Czechosłowację w 1968 roku, a także na nienależący do Układu Warszawskiego Afganistan w 1979 roku. W późnych latach 80. XX wieku problemy ze strukturą systemu radzieckiego, poszerzające się problemy ekonomiczne, rozwój ruchów antykomunistycznych, a także efekty wojny w Afganistanie sprawiły, że dla Związku Radzieckiego narzucanie swojej woli sąsiadom stało się bardzo trudne do wykonania.
Doktryna była odbierana jako pozwolenie Moskwy na decydowanie o swojej przyszłości przez sojuszników. Tak naprawdę, była to zasada retrospektywna, jako że państwa sojusznicze posiadały już sporą swobodę działania. Miesiąc przed oświadczeniem Gierasimowa Polska wybrała swój pierwszy od lat 40. XX wieku niekomunistyczny rząd. Rząd Węgier otworzył swoje granice z Austrią w sierpniu 1989 roku, czym obalona została żelazna kurtyna. Jako że Węgry były jednym z niewielu państw, do którego mieszkańcy NRD mogli swobodnie podróżować, tysiące Niemców ze wschodu jechało tam, aby uciec na zachód przez otwartą granicę. Węgrzy odmówili powstrzymania exodusu, co rozwścieczyło rząd wschodnioniemiecki.
Rozwój wydarzeń mocno zaniepokoił niektórych przedstawicieli władz komunistycznych, takich jak przywódca NRD Erich Honecker, który przepowiedział koniec tradycyjnej „socjalistycznej jedności” i zaapelował do Moskwy, aby powstrzymać Węgrów. Honecker jednak musiał uporać się z innymi problemami wewnętrznymi – masowymi antyrządowymi demonstracjami w Lipsku i innych wschodnioniemieckich miastach. Przemówienie Szewardnadzego i przemawiające do wyobraźni określenie Gierasimowa na nową politykę stało się odpowiedzią na prośby Honeckera – „nie trudź nas swoimi problemami – rozwiąż je sam”.
Ogłoszenie doktryny Sinatry miało drastyczny efekt w całym bloku radzieckim. Oblężony rząd NRD liczył na interwencję radziecką w obronie komunizmu w Niemczech Wschodnich i innych państwach Układu Warszawskiego. Ogłoszenie nowej doktryny dało jednak sygnał, że ZSRR nie pomoże komunistom w państwach satelickich. Kilka tygodni później komunistyczne rządy NRD, Czechosłowacji i Bułgarii zostały obalone, co oznaczało koniec zimnej wojny i podziału Europy.